# 哈剌孩卫
哈剌孩卫，中国明代在东北地区所置羈縻卫之一。朝廷冊封當地酋長為名義上的官員（类似于土司），管理当地各部族，其首領大多為蒙古族世襲領袖。
明成祖永乐四年（1406年）二月，明朝在哈剌孩河（今哈拉哈河）流域设立哈剌孩河千户所，后升为卫。辖境相当于今内蒙古自治区阿尔山市、新巴尔虎左旗以及与蒙古国交界的贝尔湖（当时称捕鱼儿海）附近等地。明英宗正统三年（1438年）四月癸酉，“朵颜卫所属哈剌孩卫指挥捏可来等来朝”。后废。

### 文献
- 谭其骧《中国历史地图集》